# Postrer Valle (gemeente)
Postrer Valle is een gemeente (municipio) in de Boliviaanse provincie Vallegrande in het departement Santa Cruz. De gemeente telt naar schatting 2.451 inwoners (2018). De hoofdplaats is Postrervalle.